# Sankei Shimbun
Sankei Shimbun (産経新聞 Sankei Shinbun?), literlamente traducido como "Periódico industrial y de economía", es un periódico de tirada diaria publicado por Sankei Shimbun Co., Ltd. (株式会社産業経済新聞社 Kabushiki-gaisha Sangyō Keizai Shinbunsha?). Es el sexto por volumen de circulación de Japón y es considerado como uno de los cinco "periódicos nacionales".